# Opogona discordia
Opogona discordia är en fjärilsart som beskrevs av Clarke 1986. Opogona discordia ingår i släktet Opogona och familjen äkta malar. Inga underarter finns listade i Catalogue of Life.